# KoreKorea
KoreKorea（韓語：꼬레꼬레아）一詞是表示南太平洋島國吉里巴斯為南韓漁船員提供性交易的女子。南韓漁民多利用金錢、衣物、魚貨等利誘吉里巴斯未成年女子從事非法性交易。其女子年齡多位於14至18歲，屬於未成年性交易，引發吉里巴斯政府嚴重關切以及當地民眾的不滿。

## 南韓船員的增加
位於赤道附近的南太平洋島國擁有世界第三大排他經濟海域。自1980年代起，許多南韓遠洋漁船赴當地進行漁撈作業，每年約有數百名南韓船員在吉里巴斯首都塔拉瓦環礁上岸。

## KoreKorea的產生
隨著塔拉瓦環礁的南韓船員增加，性犯罪的問題開始層出不窮。南韓船員以金錢、衣物、食品等物資利誘當地未成年青少女進行非法性交易，其多位於海岸防坡堤等漁船停靠處進行性交易。

## KoreKorea的問題
吉里巴斯最高民意代表機構吉里巴斯國會將KoreKorea視為國家嚴重社會議題，在經過媒體報導KoreKorea的醜聞後，該會曾於2003年下令禁止南韓漁船停靠吉里巴斯的任何港口，以及不配發新的捕魚執照予南韓籍漁船來解決問題。2007年吉里巴斯國家青少年委員會發表南韓漁船員仍於吉里巴斯境內與KoreKorea進行非法性交易。另外，因為與南韓船員進行性交易而懷孕的KoreKorea所生下的孩子亦成為社會問題。
另一方面，南韓籍漁船員因為性交易而為吉里巴斯帶來人類免疫缺陷病毒HIV-AIDS。根據塔拉瓦綜合醫院的資料指出，有43名KoreKorea因與南韓船員進行性行為而染上愛滋病毒，其中26名患者更因此喪命。